# (846) Lipperta
(846) Lipperta es un asteroide perteneciente al cinturón de asteroides descubierto el 26 de noviembre de 1916 por Knut Anton Walter Gyllenberg desde el observatorio de Hamburgo-Bergedorf, Alemania.

## Designación y nombre
Lipperta se designó al principio como 1916 AT.
Posteriormente, se designó en honor de Eduard Lippert, quien donó un astrofotógrafo al observatorio.

## Características orbitales
Lipperta orbita a una distancia media de 3,127 ua del Sol, pudiendo acercarse hasta 2,556 ua. Tiene una excentricidad de 0,1827 y una inclinación orbital de 0,2642°. Emplea 2020 días en completar una órbita alrededor del Sol. Forma parte de la familia asteroidal de Temis.

## Características físicas
Basándose en el estudio de su curva de luz, se estima que Lipperta tiene un periodo de rotación de 1641 horas, con un margen de error del 30 %.